# Stylochirus giganteus
Stylochirus giganteus är en spindeldjursart som först beskrevs av Rainer Willmann 1938.  Stylochirus giganteus ingår i släktet Stylochirus och familjen Ologamasidae. Inga underarter finns listade i Catalogue of Life.